# 히스각
히스각(angle of His) 또는 식도위각(esophagogastric angle)은 위의 입구인 들문과 식도가 이루는 예각이다. 히스각은 위산이 식도로 역류하지 않도록 막는 역할을 한다. 신생아에서는 히스각이 발달하지 않은 경우가 흔하여 위산 역류가 더 잘 발생한다.

## 구조
히스각은 식도와 위 사이의 예각이다. 위식도접합부 주변의 돌림근육과 위를 걸어놓는 근섬유에 의해 형성된다.

### 변이
신생아에서는 히스각이 보통 발달하지 않은 상태이므로 식도가 위와 수직으로 이어지게 된다. 이로 인해 위 내용물이 역류하는 경우가 신생아에서는 잦다.

## 기능
히스각은 해부학적 조임근을 형성하여 위산, 소화효소, 샘창자의 쓸개즙이 식도로 역류하는 것을 방지한다. 이 작용은 위 식도 역류병과 식도염 예방에 중요하다.

## 역사
히스각은 위식도각(esophagogastric angle)으로도 불린다.